# Euroscaptor
Euroscaptor — рід ссавців з родини Talpidae. Члени знаходяться в Китаї та Південній та Південно-Східній Азії. Він містить такі види станом на жовтень 2021 року:
- Euroscaptor grandis
- Euroscaptor klossi
- Euroscaptor kuznetsovi
- Euroscaptor longirostris
- Euroscaptor malayanus
- Euroscaptor micrurus
- Euroscaptor ngoclinhensis
- Euroscaptor orlovi
- Euroscaptor parvidens
- Euroscaptor subanura